# Beauvoisin (Gard)
Beauvoisin  ist eine Gemeinde mit 5823 Einwohnern (Stand 1. Januar 2022) im Département Gard in Frankreich.

## Geographie allgemein
Beauvoisin liegt zwischen der Camargue und Nîmes, im Weinanbaugebiet Costières de Nîmes. 

## Bevölkerungsentwicklung
| Jahr      | 1962  | 1968  | 1975  | 1982  | 1990  | 1999  | 2008  | 2017  |
| --------- | ----- | ----- | ----- | ----- | ----- | ----- | ----- | ----- |
| Einwohner | 1.553 | 1.580 | 1.502 | 1.901 | 2.706 | 3.133 | 3.523 | 4.780 |